# Pérdida de control
La Pérdida de control (en inglés: Loss of Control) también conocida como LOC, es una de las causas más mortales  y controvertidas en los accidentes e incidentes de aviación, es cuando  una aeronave está volando con normalidad cuando de repente está se desvía o cae involuntaria debido a factores como errores del piloto, turbulencias severas, cizalladuras, engelamiento, entradas en pérdida, fallas de diseño o estructural, provocando que el piloto no logre recuperarse y la aeronave se estrelle contra el terreno. En 2015 fue la principal causa de accidentes de aviación general.

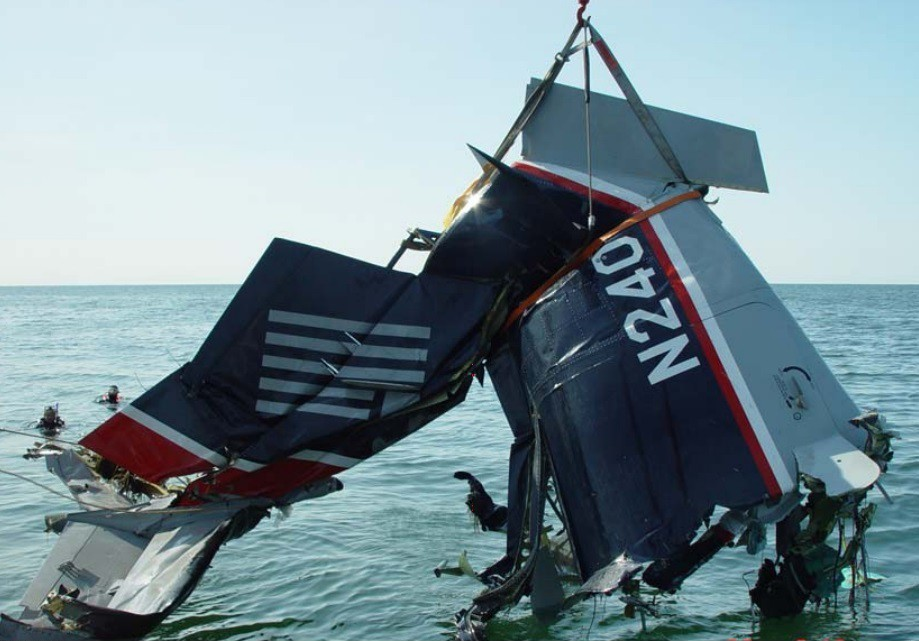
Restos del vuelo 9446 de Colgan Air encontrados en el océano, la causa del accidente fue un error de mantenimiento al cambiar incorrectamente los cables de la rueda de ajuste del estabilizador provocando que los controles estuvieran invertidos provocando el choque.

## Causas

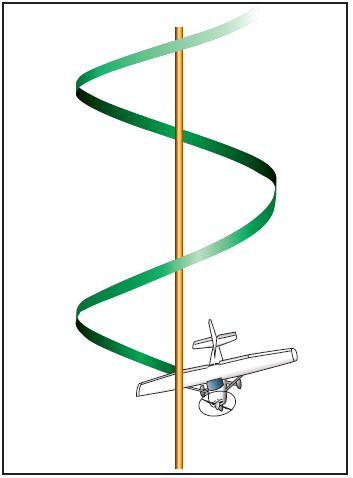
Ilustración de una barrena de pérdida provocando una pérdida del control

La pérdida de control hace que la aeronave se desvíe de su vuelo normal y posiblemente alcance altitudes o se encuentre con situaciones de las que puede ser difícil o imposible recuperarse, como una pérdida o una barrena de pérdida. Debido a los procesos de certificación y diseño, es extremadamente raro que una aeronave experimente una pérdida de control sin un manejo extremo o un defecto técnico.
Un estudio de la NASA centrado en identificar los factores causales y abordar los desafíos de mitigación relacionados con la pérdida de control de aeronaves elaboró una lista preliminar de factores contribuyentes mediante un proceso que incluyó entrevistas, revisión de informes de accidentes y análisis en equipo de los datos disponibles. Los factores causales de la lista se clasificaron en tres categorías:
- 1. Inducidos por el piloto o el ser humano
- 2. Inducidos por el entorno
- 3.  Inducidos por los sistemas.

La siguiente lista no ordena los factores causales por frecuencia de ocurrencia ni importancia.
Los factores que contribuyen a que el piloto actúe de forma inapropiada pueden incluir:
- Mal entrenamiento,
- No reconocer una entrada en pérdida o un giro y no ejecutar una acción correctiva para recuperarse.
- Incumplimiento intencional de las regulaciones
- Incapacidad para mantener la velocidad aerodinámica.
- Incumplimiento del procedimiento de vuelo.
- Inexperiencia o falta de competencia del piloto.
- Uso de drogas o alcohol prohibidos.

## Prevención
Para prevenir los accidentes  resultantes de la pérdida de control, se toman diversas medidas. En particular, el entrenamiento y la instrucción de los pilotos son cada vez más eficientes. También se recomienda que todas las reparaciones y el mantenimiento de las aeronaves se realicen de manera eficiente y de acuerdo con las instrucciones del fabricante.